# Dunsborough

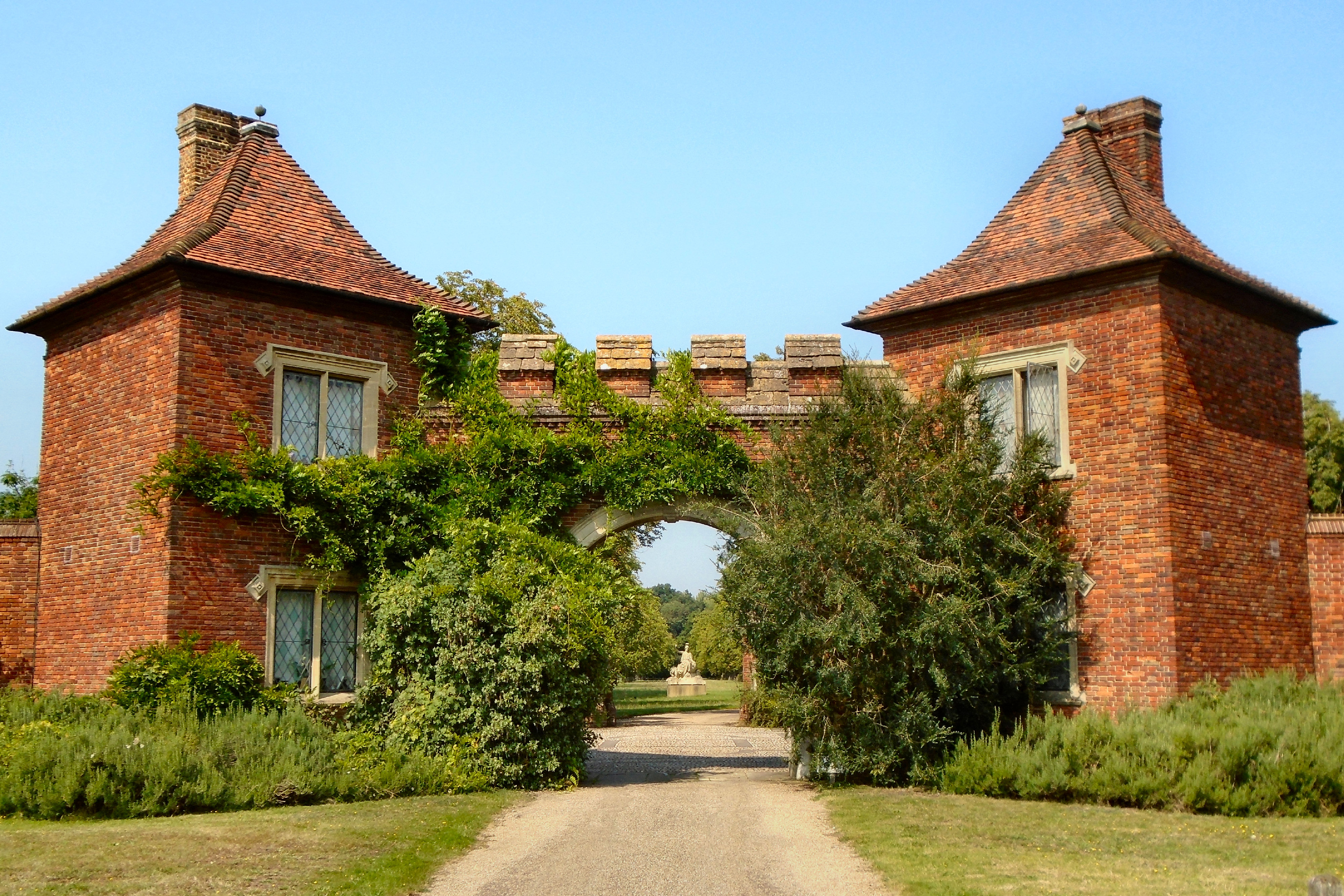
Park Dunsborough

Dunsborough – miasto w Australii, w stanie Australia Zachodnia, położone nad Zatoką Geografa.